# Serbia strong
Serbia strong (с англ. — «Сербия сильная») или «Караџићу, води Србе своје» (с серб. — «Караджич, веди сербов своих») — патриотическая военная песня сербского певца Желько Грмуши, записанная во время Югославских войн в 1993 (по некоторым источникам, в 1995) году и опубликованная по частям в 2006—2008 годах. Впоследствии песня стала интернет-мемом, а инструментальный луп из её припева получил название Remove Kebab (с англ. — «Убрать кебаб»). Данная фраза подразумевает борьбу против тюрок и иногда используется сторонниками превосходства белых, но обычно воспринимается в пародийном ключе как интернет-мем.

## История
В 1993 или 1995 году четверо солдат Республики Сербской Краины, будучи на пути из Книна в Плавно, остановились в Голубиче, вместе придумали песню для поддержки боевого духа сербов и исполнили её на видео. Позднее эта песня стала маршем некоторых военизированных формирований, но сама запись была утеряна и в какой-то момент попала в архив хорватского телеканала OTV. В 2006—2008 годах, за день до финала Евровидения, на OTV выходил антиконкурс сербских военных песен «Четновизия» (хорв. Četnovizija, от слов «četnička Eurovizija» — «четницкое Евровидение»), где в качестве интермеццо использовались отрывки из клипа. 3 августа 2008 года редактор Четновизии Павле Враницан загрузил на YouTube провокационно отредактированный полный клип, изменения в котором были посвящены начавшемуся 31 июля суду над неоднократно упоминаемым в песне Радованом Караджичем. Также в этой версии перед самим клипом было показано интервью с Николой Йоргичем. Так как его последней фразой перед началом клипа (которая сопровождалась субтитрами) была «Bog je Srbin i on će nas čuvati» (с серб. — «Бог — серб и он нас защитит»), то песня стала известна в том числе под этим названием, а самому Йоргичу иногда приписывают авторство песни. 22 ноября 2012 года в ток-шоу «Vesna Kljajić uživo» вышел выпуск с создателями Четновизии, в котором были повторно показаны некоторые отрывки из антиконкурса.
В 2010 году пользователь Sergej опубликовал на имиджборде Krautchan юмористическое видео «Tupac Serbia», в котором использовал отрывок из Четновизии (2006) и пародийный текст «REMOVE KEBAB remove kebab…», представляющий собой оскорбительные выпады на национальной почве и призыв к геноциду турок, уничижительно названных «кебабами». После этого интермеццо из Четновизии стало мемом и получило название «Remove Kebab». Аккордеонист стал крайне популярен на имиджборде 4chan и на Реддите, в том числе в националистических группах, был прозван «Dat Face Soldier» (с англ. — «Солдат с тем лицом») или просто «Remove Kebab» и идентифицирован как Новислав Джаич из Республики Сербской (в действительности предположительно его тёзка либо Никола «Нино»), осуждённый в Германии за участие в убийстве 14 человек во время войны и приговорённый к 5 годам лишения свободы и депортации в другую страну после заключения в тюрьму.
13 июня 2013 года видеоблогер Kocayine смонтировал из Четновизии и пародии Враницана клип к песне, ставший наиболее популярным. В 2018 году песня впервые вышла официально в двух версиях в сборнике «Koktel patriotskih hitova vol. 1», на обложку которого был помещён портрет аккордеониста, а клавишник Слободан Врга скопировал на свой YouTube-канал клип от Kocayine и рассказал историю появления песни.

## Содержание
Песня посвящена сербским бойцам и лидеру боснийских сербов Радовану Караджичу, обвиняет хорватских фашистов (усташей) и боснийских мусульман («турок») в страданиях сербского народа и предупреждает их о Волках, идущих из Краины. Современные клипы также включают в себя большое количество документальных кадров, выставляющих сербов в негативном (как Враницан) или позитивном (как Kocayine) свете.

## Связь со стрельбой в мечетях Крайстчерча
На одной из винтовок Брентона Тарранта, стрелявшего в мечети Крайстчерча 15 марта 2019 года, была надпись «Kebab remover» (с англ. — «удалитель кебаба»), а в своём манифесте он называл себя «kebab removalist» (с англ. — «уничтожитель кебаба»). Судя по онлайн-трансляции, которую вёл преступник, за несколько минут до расстрела он слушал песню «Serbia strong» в своей машине. Согласно мнению, опубликованному на сайте Bellingcat, использование песни было отсылкой к культуре шитпостинга — умышленному использованию мемов не к месту и без смысловой нагрузки.
Желько Грмуша и Слободан Врга категорически осудили произошедшее и высказали уверенность, что их песня никак не могла повлиять на решение совершить теракт. Тем не менее, на YouTube это вызвало волну удалений, связанных с песней видео (включая луп с 9 миллионами просмотров), а в наиболее популярных загрузках песен, звучавших во время трансляции, были отключены комментарии.